# Världsmästerskapen i mountainbikeorientering 2002
Världsmästerskapen i mountainbikeorientering 2002 avgjordes i Fontainebleau i Frankrike den 2-7 juli 2002. Det var första gången ett världsmästerskap i mountainbikeorientering hölls. 

## Medaljörer

### Herrar

#### Sprint[1]
1. Mika Tervala,  Finland, 27.13
2. Alain Berger,  Schweiz, 27.49
3. Jérémie Gillmann,  Frankrike, 27.59

#### Långdistans[1]
1. Jussi Mäkilä,  Finland, 1:30.10
2. Jérémie Gillmann,  Frankrike, 1:31.32
3. Alain Berger  Schweiz, 1:32.21

#### Stafett[1]
1. Frankrike (Sébastien Sxay, Joel Poirette, Olivier Pralus), 2:21.56
2. Tjeckien (Petr Strejcek, Radovan Mach, Jaroslav Rygl), 2:22.14
3. Finland (Raino Pesu, Jussi Mäkilä, Mika Tervala), 2:22.18

### Damer

#### Sprint[1]
1. Laure Coupat,  Frankrike, 30.24
2. Mervi Väisänen,  Finland, 30.31
3. Antje Bornhak,  Tyskland, 31.18

#### Långdistans[1]
1. Päivi Tommola,  Finland, 1:16.52
2. Emily Viner,  Australien, 1:17.59
3. Antje Bornhak,  Tyskland, 1:18.29

#### Stafett[1]
1. Finland (Kirsi Korhonen, Päivi Tommola, Mervi Väisänen), 1:51.00
2. Frankrike (Laure Coupat, Magali Coupat, Caroline Finance), 1:51.46
3. Tjeckien (Hana Ryglova, Marketta Jakoubova, Marie Hrdinova), 1:51.47